# Neckar-Rhein-Ebene

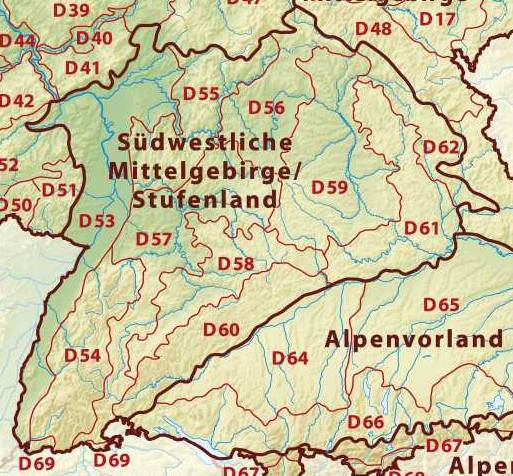
Der Neckar-Rheinebene (Naturraum 224 in D53)

Die Neckar-Rhein-Ebene bezeichnet eine naturräumliche Haupteinheit (224) auf der Niederterrasse des Oberrheingraben (D 53 nach BfN / 22 Nördliches Oberrheintiefland nach Handbuch der naturräumlichen Gliederung Deutschlands) im Südwestdeutschen Schichtstufenland. Sie reicht vom Austritt des Neckars aus dem Sandstein-Odenwald (144) durch die Bergstraße (226) bei Heidelberg bis zum Eintritt in die Rheinauen (222 Nördliche Oberrheinniederung) im Westen mit dem flach in die Ebene auslaufenden Schwemmfächer.
Das Gebiet grenzt weiterhin an die Hessische Rheinebene (225) im Norden sowie die Hardtebenen (223) im Süden und ist aufgegliedert in die größere Untereinheit Neckarschwemmkegel (224.2) und den Schwetzinger Sand (224.1).
Sie ist geprägt von tiefgründigen Lehm- und Schwemmlößböden, eiszeitlichen Sanden und Kiesen, die von bis zu sieben Meter kalkhaltigem Decklehm überlagert werden. In den Rinnen ehemaliger Neckarläufe gibt es stark humose bis moorige Böden, wie humose Parabraunerden und braune Auenböden aus schluffigem Lehm über kalkreichem Schluff, die eine intensive ackerbauliche Nutzung zulassen.
Die charakteristischen Auwälder der Hart- und Weichholzauen in den Auen des unteren Neckars kommen nur noch selten vor.